# マニー・マーク
マニー・マーク（Money Mark、1960年2月10日 - ）は、アメリカ合衆国ミシガン州デトロイト出身のキーボーディスト、音楽プロデューサー。

## 略歴
1960年に、日系アメリカ（ハワイ）人の父とメキシコ系アメリカ人の母の間に生まれる。14歳の時にピアノの演奏と作曲を独学で始める。大学卒業後、ハリウッドの舞台装置を制作する会社に就職し、のちに大工として独立する。
ビースティ・ボーイズから自宅改修の大工として仕事を依頼されメンバーと知り合う。以後、ビースティ・ボーイズのアルバム『Check Your Head』にキーボーディストとして参加する。
自らが全楽器を演奏したファースト・アルバム『マークス・キーボード・リペア』は、1995年に全英アルバムチャート35位を記録した。1998年に発表したセカンド・アルバム『プッシュ・ザ・ボタン』は、全英チャート17位のヒットを記録し、シングルカットされた「Hand In Your Head」は全英シングルチャート40位を記録した。また、アルバム収録曲「Push The Button」は、AppleのiMacのCMに使用された。これらのヒットを機に、ベック、イーグル・アイ・チェリー、フェミ・クティ、サンタナらのアルバムへ参加した。2004年には、映画『Moog』のサウンドトラックに楽曲を提供している。また、映画『Sprout』のサウンドトラックを制作する上で、ジャック・ジョンソン、トミー・ゲレロらと共にSprout House Bandを結成した。

## ディスコグラフィ

### スタジオ・アルバム
- 『マークス・キーボード・リペア』 - Mark's Keyboard Repair (1995年、Mo' Wax)
- 『プッシュ・ザ・ボタン』 - Push the Button (1998年、Mo' Wax)
- 『チェンジ・イズ・カミング』 - Change Is Coming (2001年)
- 『ファザー・デモ・スクエア』 - Father Demo Square (2005年、Rush! Production)
- 『ブランニュー・バイ・トゥモロウ』 - Brand New by Tomorrow (2007年、Brushfire Records)
- 『スタンド・アップ・フォー・ユア・ライス』 - Stand Up for Your Rice! (2007年、Rush! Production)
- 『ソングス・フロム・スタジオ・ディー』 - Songs from Studio D (2011年、Rush! Production)

### ライブ・アルバム
- 『マーク・オン・ザ・マイク』 - Mark on the Mike (1998年、Toy's Factory)

### EP
- Performing Chicken EP (1994年、Fido Speaks Music/Love Kit)
- Legitimate Pop Songs? - Money Mark Live at Rough Trade (1996年、Mo' Wax)
- Third Version EP (1996年、Mo' Wax)
- 『ラヴ・ステインズ』 - Love Stains: A Demo (2002年)
- 『デモ・オア・デモリッション?』 - Demo? Or Demolition? EP (2004年、Chocolate Industries)